# 八王子市立第二中学校
八王子市立第二中学校（はちおうじしりつ だいにちゅうがっこう）は、東京都八王子市中野上町四丁目にある市立中学校。

## 沿革
- 1947年（昭和22年）4月1日 - 開校

## 所在地
- 東京都八王子市中野上町四丁目28番1号

## 著名な出身者
- 萩生田光一
- 新谷学[1]
- 上川隆也
- IKÜZÖNE
- 井上平
- 荒井暖菜
- 荒井佑奈